# Ленін у Жовтні (фільм)
«Ленін у Жовтні» (рос. «Ленин в Октябре») — російський радянський художній фільм режисера Михайла Ромма, перша частина дилогії, друга частина — фільм «Ленін в 1918 році». Знятий на кіностудії «Мосфільм» і випущений в прокат в 1937 році. У 1956 році (після смерті Сталіна) вийшла перемонтована версія фільму, в 1963 р. фільм повторно відредагований.

## Сюжет
Сюжет описує події Жовтневої Революції 1917 року і роль Леніна в організації повстання більшовиків. У Петрограді неспокійно, хвилювання серед робітників. Ленін таємно прибуває на вокзал Петрограда, через оточення його таємно проводить робочий і охоронець Василь. Ленін зустрічається зі Сталіним, який показаний як його найближчий соратник. Незабаром починається підпільне збори Центрального Комітету партії більшовиків, де готується повстання.
Далі показані всі важливі в новітній історії СРСР події: підготовка повстання на фабриках і заводах Петрограда, легендарний постріл «Аврори», штурм Зимового палацу. Неодноразово підкреслюється «зрада» Каменєва і Зінов'єва, яка не змогла зірвати плани більшовиків.
Фільм закінчується проголошенням перемоги Жовтневої революції на II з'їзді Рад словами Леніна:
Робітничо-селянська революція, про необхідність якої весь час говорили більшовики, відбулася!

## У ролях
- Борис Щукін — Володимир Ілліч Ленін
- Микола Охлопков — Василь, помічник і охоронець Леніна
- Володимир Покровський — Фелікс Дзержинський
- Василь Ванін — Матвєєв
- Микола Свободін — есер Валеріан Рутковський
- Олександр Ковалевський — Керенський
- Володимир Владиславський — Карнаухов
- Микола Соколов — Родзянко
- Олена Шатрова — Ганна Михайлівна
- Микола Арський — Блінов
- Семен Гольдштаб — Йосип Сталін (у першій редакції фільму)
- Інна Федорова — кондукторка
- Микола Хрящиков — політпрацівник

## Історія створення
У 1937 році «Мосфільм» потрапив у важке становище, студія не виконувала план по зйомці і мала в портфелі всього два фільми. Час був трагічний — в грудні 1938 був заарештований директор студії Бабицький.
У лютому 1936 був оголошений конкурс на створення фільму про Леніна і революції до 20-річного ювілею Великої жовтневої революції. Конкурс курирував особисто Сталін і до комісії увійшли провідні кінематографісти країни. Фільм народився в результаті своєрідного творчого і політичного змагання між студіями «Мосфільм» та «Ленфільм». До того єдиною стрічкою, де був відтворений образ Леніна на кіноекрані, був німий фільм «Жовтень» Ейзенштейна. В епоху звукового кіно необхідно було нове втілення вождя світового пролетаріату.
Одночасно писати сценарії почали Олексій Каплер і Микола Погодін. Сценарій Погодіна до майбутнього фільму «Людина з рушницею» не був прийнятий з першої спроби. Картиною з робочою назвою «Повстання» раніше встигли запуститися кінематографісти студії «Мосфільм». Тема була ризикована, адже до цього в ігровому кіно образи Леніна, Сталіна і всіх вождів революції не з'являлися. Творцям важко було спертися на чий то досвід. При цьому показувати фільм належало тим, хто знайомий з революцією не з чуток. Режисером картини призначили молодого Михайла Ромма, до того відомого тільки по фільму «Тринадцять». На роль Леніна був затверджений актор Борис Щукін. Хоча спочатку він відмовлявся, ця робота стала найважливішою в його творчій біографії.
Зйомки йшли авральними темпами. Почалися 17 серпня 1937, а монтаж закінчився буквально до самої прем'єрі — тобто менш ніж за три місяці. 6 листопада 1937 фільм був продемонстрований на закритому показі для Сталіна і отримав повне схвалення. 7 листопада на урочистому засіданні в Москві у Великому театрі з приводу річниці революції, з величезним успіхом відбулася офіційна прем'єра картини. Незабаром з неменшим успіхом пройшов прокат 900 копіями по всій країні. У 1938 році відбулася міжнародна прем'єра картини у Франції та в США. Студія «Мосфільм», яка була чи не на межі банкрутства, після фільмів «Волга-Волга» і «Ленін у Жовтні» стає лідером кіноіндустрії в країні.

## Культурний вплив і значення
Як писав в 1938 році критик «Нью-Йорк Таймс» Френк Ньюджент:
Фільм «Ленін у Жовтні» — перший звуковий фільм з радянської ленініани, один з найбільш відомих радянських фільмів, так як регулярно транслювався по державних телеканалах СРСР в червоні дні календаря. Незважаючи на явну політизованість і відвертий офіціоз, який визнавався навіть у радянський час, фільм користувався великою популярністю і на ньому «виросло» не одне покоління глядачів і професіоналів кіно.
Після смерті Сталіна в картину вносилися виправлення, пов'язані з критикою «культу особи» і переоцінкою ролі Сталіна у подіях, показаних у фільмі. У 1956 році виходить перемонтована версія фільму — з картини режисером М.Ромма були вилучені сцени, в яких Сталін був одним з головних дійових осіб (наприклад, зустріч з Леніним після приїзду в Петроград, діалог Сталіна з Василем), куповані відповідно були пояснювальні титри про «тривала 4:00 бесіда Леніна і Сталіна». У 1963 році, при «відновленні» вже скороченій версії у фільм були внесені чергові виправлення: шляхом різних технічних хитрощів Сталін був видалений з фільму повністю — його закривали то дозняті перед екраном персонажі, то настільна лампа. Згадки про Сталіна в тих сценах, які не підлягали вилученню, були або вирізані, або переозвучили. Так, наприклад, в одній зі сцен Ленін доручає Василю: «Біжіть до Сталіна і Свердлова» — у версії 1963 Ленін говорить «Біжіть до Бубнова і Свердлова». Саме ця версія, що вийшла в 1964 році, показувалася аж до кінця 80-х рр. по телебаченню (після багаторічної перерви показана на каналі «Культура» у рубриці «Ілюзіон» 14 травня 2012 р.). Вона ж видається на DVD. Повний варіант фільму на початку 90-х був показаний по російському телебаченню в програмі «Кіноправда?». У каталозі Держфільмофонду вказані всі три версії фільму (1937, 1956, 1964 рр..).
Багато пізніше, в 1989-му році уривки з цього фільму були використані для складання альбому «Ленініана» проекту «Комунізм» за участю Єгора Лєтова і Костянтина Горобинова.

## Трактування історичних подій
Творці витлумачили ключові події жовтня 1917 року з точки зору, прийнятої в радянській офіційній історії:
- Артилерійський обстріл Зимового мав місце. Але нечисленні загони юнкерів охороняли Зимовий палац в реальності не надали активного опору повсталим, тоді як у фільмі показана сильна перестрілка між повсталими і захисниками.
- Ленін проголосив перемогу революції не в ніч з 25 на 26 жовтня (за старим стилем) 1917 року, а ще вдень 25 жовтня під час відкриття Другого з'їзду рад, тобто до штурму Зимового палацу.
- Фраза Леніна: "Ось помилуйтеся, товариш Василь, як ці святощі, ці політичні повії нас зрадили. Зрадили партію, видали плани ЦК! "- Вигадка творців картини, але фраза ця стала крилатою і часто приписується самому Леніну (в жовтні 1917 у Леніна дійсно були серйозні політичні розбіжності з Каменєвим і Зінов'євим, так що творці тут були недалекі від історичних реалій).
- Знаменита сцена «Взяття Зимового палацу» часто цитувалася, і, у відриві від контексту фільму, стала сприйматися глядачами ледь не як документальні кадри. На ділі ніякої документальної зйомки взяття Зимового не було. Штурм, показаний як в «Жовтні» Ейзенштейна, так і у фільмі «Ленін у Жовтні», природно, є постановочним.

## Нагороди та премії
- 1941 — Сталінська премія. Режисер Михайло Ромм і виконавець головної ролі Борис Щукін (посмертно).